# Moonbathers
Moonbathers è il quinto album in studio del gruppo symphonic metal olandese Delain. Questo album è stato pubblicato il 26 agosto 2016 e contiene 2 brani (Suckerpunch e Turn the Lights Out) già contenuti nell'EP precedente Lunar Prelude pubblicato il 19 febbraio 2016.
È il primo full-length della band con la chitarrista Merel Bechtold e il batterista Ruben Israël, e l'ultima con quest'ultimo, che lascerà il gruppo il 1º novembre 2017.

## Tracce
Testi di Charlotte Wessels, musiche di Wessels, Guus Eikens e Martijn Westerholt, tranne dove indicato.
1. Hands of Gold (feat. Alissa White-Gluz) – 5:09
2. The Glory and the Scum – 4:03
3. Suckerpunch – 4:09 (musica: Wessels, Eikens, Hendrik Jan de Jong, Westerholt)
4. The Hurricane – 3:44
5. Chrysalis - The Last Breath – 5:25
6. Fire with Fire – 4:09
7. Pendulum – 3:41
8. Danse Macabre – 5:07
9. Scandal (cover dei Queen) – 4:03 (testo: Brian May – musica: May, Freddie Mercury, John Deacon, Roger Taylor)
10. Turn the Lights Out – 4:15 (musica: Wessels, Eikens, de Jong, Westerholt, Timo Somers)
11. The Monarch – 3:39

Disco 2 (bonus incluso nel digipack)
1. Suckerpunch (live) – 4:22 (musica: Wessels, Eikens, de Jong, Westerholt)
2. Turn the Lights Out (live) – 4:42 (musica: Wessels, Eikens, de Jong, Westerholt, Somers)
3. The Glory and the Scum (live) – 4:23
4. Don't Let Go (live) – 4:18 (musica: Eikens, Wessels, Westerholt)
5. The Glory and the Scum (Orchestra Version) – 2:40
6. Hands of Gold (Orchestra Version) – 4:57

## Formazione
- Charlotte Wessels – voce
- Martijn Westerholt – pianoforte, tastiere, cori
- Timo Somers – chitarra solista, cori
- Merel Bechtold – chitarra ritmica
- Otto Schimmelpenninck van der Oije – basso, cori, voce death
- Ruben Israël – batteria, programmazione

### Altri musicisti
- Alissa White-Gluz – voce death e cori (traccia 1)
- Guus Eikens – chitarra addizionale
- Oliver Philipps – chitarra e tastiere addizionali